# Área metropolitana de Popayán
El Área metropolitana de Popayán es una conurbación colombiana no oficialmente constituida, pero existente de facto. Está integrada por su municipio principal Popayán, y los municipios periféricos a este El Tambo, Timbío, Cajibío y Piendamó. Esta región concentra gran parte de la actividad económica, comercial e industrial del Departamento del Cauca. Su núcleo económico y político es también el municipio de Popayán.

## Demografía
Las poblaciones según las proyecciones del DANE a 30 de junio de 2017 son las siguientes:
| Municipios       | Extensión (km²) | Población a 2005 (hab) | Proyección a 2023 (hab) |
| ---------------- | --------------- | ---------------------- | ----------------------- |
| Popayán          | 512             | 257.512                | 339.454                 |
| El Tambo         | 3.280           | 45.804                 | 57.126                  |
| Piendamó - Tunía | 197             | 35.804                 | 43.495                  |
| Timbío           | 205             | 30.028                 | 37.682                  |
| Cajibío          | 747             | 34.706                 | 44.527                  |
| Total            | 4.912,11        | 403.854                | 522.284                 |

## Integración del área metropolitana

### Popayán
Es el municipio más poblado y capital del departamento, aquí funcionan en su mayoría todas las sedes de las entidades de gobierno, además es el punto de partida y llegada para los municipios satélites que conforman esta área metropolitana. La mayoría de su economía gira en torno al turismo por ser una de las ciudades más antiguas del continente, además por su arquitectura colonial y sus festividades religiosas que se remontan a la colonia española.

### El Tambo
El municipio de El Tambo es considerado la despensa agrícola para el departamento y para el área metropolitana de Popayán.

### Timbío
Timbio se convierte en el tercer municipio más antiguo de Colombia y el quinto en Sudamérica re fundado por los españoles. Ha orientado su actividad económica hacia el sector agropecuario y Pecuario, además cuenta con la mejor pista de BMX del país demostrando su importancia en los deportes.

### Piendamó
Ubicado hacia la parte norte del área metropolitana se convierte en punto de salida y de llegada para otros municipios, norte caucanos como Silvia (Cauca), Morales (Cauca) entre otros. Se destaca su producción de café. El corregimiento de Tunía es uno de los más importantes de este municipio.

### Cajibío
Cajibío es considerado como la capital musical del Cauca, y se encuentra a solo 29 km de distancia de Popayán.